# Polina Gumiela
Polina Gumiela (geboren 2. August 1981 in Plowdiw; gestorben im Sommer 2021) war eine bulgarische Filmregisseurin.

## Leben
Gumiela hat an der Deutschen Film- und Fernsehakademie Berlin studiert.
Ihr zweiter dokumentarischer Langfilm Ochite mi sini, rokljata sharena (Blau meine Augen, bunt das Kleid) feierte im Februar 2020 auf der Berlinale Weltpremiere und lief dort im Rahmen des Programms Generation Kplus.

## Filmografie
- 2006: Olympia (Kurzspielfilm)
- 2008: Im Off (Kurzspielfilm)
- 2009: Camera Obscura (Kurzspielfilm)
- 2010: Tandem (Kurzspielfilm)
- 2014: Die Insel (Dokumentarfilm)
- 2020: Blau meine Augen, bunt das Kleid (Dokumentarfilm)